# 月刊コミックブレイド
『コミックブレイド』（コミックブレイド、COMIC BLADE ONLINE MAGAZINE）は、マッグガーデンが配信する日本のウェブコミック配信サイト、「MAGCOMI（マグコミ）」の主力レーベル。毎月5・15・25・30日配信。かつて、紙媒体の漫画雑誌として発売していた（毎月30日発売）『月刊コミックブレイド』についても記述する。『月刊コミックガーデン』についても触れる。

## 概要
2002年2月、『月刊コミックブレイド』として創刊した漫画雑誌。中高生の男女を主な読者対象に想定している。
2001年6月、株式会社エニックスの取締役出版事業部長であった保坂嘉弘がエニックスを退社し、マッグガーデンを設立。その旗艦雑誌として創刊した。創刊当時の連載作品・作家は、ほとんどがエニックス（現スクウェア・エニックス）の漫画雑誌『月刊少年ガンガン』や『月刊ガンガンWING』、『月刊ステンシル』、『月刊Gファンタジー』からの移籍であった。移籍元には少年誌のみならず少女誌『月刊ステンシル』も含まれていたため、少年漫画・少女漫画が混在していた。ほぼ女性向けの専門誌となった『月刊コミックブレイドアヴァルス』が創刊された影響で、のちには少年向け作品、ギャグ作品が増えている。
創刊時、作家陣のほとんどがエニックスの雑誌に連載を持っていた漫画家であり、さらに『少年ガンガン』や『ガンガンWING』などにおいて連載中だった作品の名を冠する作品もあったために、『コミックブレイド』創刊以前に、エニックスによる訴訟問題が発生した（詳細はエニックスお家騒動を参照）。2002年2月の『コミックブレイド』創刊にあたり、マッグガーデンからの謝罪、同社の株式の50%をエニックスが所有することと単行本を「企画プロデュース エニックス」として販売するという条件の下で和解が成立。現在は和解条項が満了しており、訴訟問題は終結した。なお、スクウェア・エニックスはマッグガーデンの株式上場後に市場を通じて保有のほぼ全株の売却を完了している。現在、Production I.Gの持ち株会社であるIGポートによるマッグガーデンの完全子会社化に伴いマッグガーデン株は上場廃止となっている。そしてその頃から、Production I.Gのアニメ企画などとのタイアップ作品も増加している。
エニックスから移籍した作家の新作、作品の続編などを売りにしていたが、「EREMENTAR GERAD」や「ARIA」などがヒットした程度に留まり、早々に終了・打ち切りになったり、再び他社に移籍する作家・作品などが相次いだが、「スケッチブック」、「魔法使いの嫁」など、いくつかの作品をヒットさせる。
2014年7月30日発売の9月号をもって完全オンライン化を発表し書籍としての刊行を終了、2014年9月1日よりオンライン雑誌『コミックブレイド』としてリニューアル。以降は毎月5・15・25・30日に随時公式ウェブサイトに漫画作品を「連載」（アップロード）している。その後、2015年にマッグガーデン内の他のWebコミックレーベルと共に『MAGCOMI』内のいちレーベルとなった。2020年からは『MAGCOMI』も後にレーベル制を廃止したので、『コミックブレイド』の名称が使われている連載媒体は現在なくなった（単行本の「ブレイドコミックス」は存続）。
一部作品は『コミックブレイド』がオンライン雑誌化したのと同年9月5日に創刊した『月刊コミックガーデン』に移籍（#後述）。同誌は、同社の他の複数のWebコミック誌から先行公開という形をとって連載している。

## 連載作品

### 通常連載
- 太字で色が付いているものは、連載中の作品を表す。
- 可視性向上のため、一部の長い名称については便宜的な略称を用い、注記欄に正式な名称を記載している。略称を用いたものについては※を記載。
- 開始・終了はyyyy年mm月号を「yyyy.mm」の形で略記。
- 移籍元/先については、備考欄で「←/→ 『移籍元/先の雑誌名』」の形で略記。増刊誌名については「コミックブレイド」を省略する。

|  | 連載中 |  | 見出し（非データ） |

|       | 作品名                                                            | 作者（作画）                            | 原作者など                                                                                       | 開始号  | 終了号     | 注記                                                   |
| ----- | ----------------------------------------------------------------- | --------------------------------------- | ------------------------------------------------------------------------------------------------ | ------- | ---------- | ------------------------------------------------------ |
| 00    | Ｚ                                                                | Ｚ                                      | 2002年                                                                                           | 2002.00 | 2002.00    | Ｚ                                                     |
| 001   | 悪魔狩り〜寂滅の聖頌歌篇〜                                        | 戸土野正内郎                            | －                                                                                               | 2002.04 | 2005.02    | ←『月刊ガンガンWING』                                  |
| 002   | ARIA                                                              | 天野こずえ                              | －                                                                                               | 2002.04 | 2008.04    | ←『月刊ステンシル』                                    |
| 003   | Van-ditz                                                          | 斎藤カズサ                              | －                                                                                               | 2002.04 | 2002.07    |                                                        |
| 004   | EREMENTAR GERAD                                                   | 東まゆみ                                | －                                                                                               | 2002.04 | 2010.02    |                                                        |
| 005   | 賢者の長き不在 -THE FIRSTKING ADVENTURE-                          | 藤野もやむ                              | －                                                                                               | 2002.04 | 2005.06    |                                                        |
| 006   | ジンキ・エクステンド                                              | 綱島志朗                                | －                                                                                               | 2002.04 | 2006.08    | ←『月刊ガンガンWING』 →『月刊コミック電撃大王』        |
| 007   | スケッチブック                                                    | 小箱とたん                              | －                                                                                               | 2002.04 | 2019.07    | →『コミックガーデン』 と同時連載                       |
| 008   | デザート・コーラル                                                | 村山渉                                  | －                                                                                               | 2002.04 | 2004.02    |                                                        |
| 009   | 天外レトロジカル                                                  | 浅野りん                                | －                                                                                               | 2002.04 | 2007.03    |                                                        |
| 010   | PEACE MAKER鐵                                                     | 黒乃奈々絵                              | －                                                                                               | 2002.04 | 2005.01    | ←『月刊少年ガンガン』 →『Beat's』                      |
| 011   | 僕と彼女の×××                                                     | 森永あい                                | －                                                                                               | 2002.04 | 2011.09    | ←『月刊ステンシル』                                    |
| 012   | まもって守護月天！再逢〈Retrouvailles〉                           | 桜野みねね                              | －                                                                                               | 2002.04 | 2005.05    | ←『月刊少年ガンガン』                                  |
| 013   | もっと☆心に星の輝きを                                             | 松葉博                                  | －                                                                                               | 2002.04 | 2005.06    | ←『月刊ステンシル』                                    |
| 014   | tactics                                                           | 木下さくら 東山和子                     | －                                                                                               | 2002.05 | 2003.11    | ←『月刊Gファンタジー』 →『MASAMUNE』 →『アヴァルス』   |
| 015   | R2【rise R to the second power】                                  | 箱田真紀                                | －                                                                                               | 2002.05 | 2004.02    | →『BROWNIE』 → 雑誌廃刊で中断                          |
| 016   | 陽炎ノスタルジア〜新章〜                                          | 久保聡美                                | －                                                                                               | 2002.05 | 2005.03    | ←『月刊ガンガンWING』 →『BROWNIE』 → 雑誌廃刊で中断    |
| 017   | それじゃあ吉田くん!                                               | よしむらなつき                          | －                                                                                               | 2002.05 | 2010.03    | 2004.10 - 2009.9の間休載                               |
| 018   | 魔探偵ロキRAGNAROK                                                | 木下さくら                              | －                                                                                               | 2002.06 | 2004.10    | ←『月刊少年ガンガン』                                  |
| 019   | がじぇっと                                                        | 衛藤ヒロユキ                            | －                                                                                               | 2002.07 | 2005.04    |                                                        |
| 020   | ゲーマーズヘブン!                                                 | 村上真紀                                | －                                                                                               | 2002.11 | 休載中     | 再開未定                                               |
| 021   | 護宝遣聖VAIZARD                                                   | 吉田典弘                                | －                                                                                               | 2002.12 | 2004.01    |                                                        |
| 21.5  | Ｚ                                                                | Ｚ                                      | 2003年                                                                                           | 2003.00 | 2003.00    | Ｚ                                                     |
| 022   | ドリムゴード〜Knights in the Dark City〜                          | 中西達郎                                | －                                                                                               | 2003.01 | 2005.10    |                                                        |
| 023   | 私立聖カトレア幼稚園                                              | 藪京介                                  | －                                                                                               | 2003.02 | 2003.11    |                                                        |
| 024   | 伊賀ずきん                                                        | たなかのか                              | －                                                                                               | 2003.06 | 2006.03    |                                                        |
| 025   | FATALIZER                                                         | 小林立                                  | －                                                                                               | 2003.08 | 2004.01    |                                                        |
| 026   | その向こうの向こう側                                              | 渡辺祥智                                | －                                                                                               | 2003.09 | 2008.03    |                                                        |
| 027   | A GIRLS                                                           | 玉越博幸 （作画）                       | イタバシマサヒロ （原作）                                                                        | 2003.11 | 2005.01    |                                                        |
| 27.5  | Ｚ                                                                | Ｚ                                      | 2004年                                                                                           | 2004.00 | 2004.00    | Ｚ                                                     |
| 028   | 私立聖カトレア小学校                                              | 藪京介                                  | －                                                                                               | 2004.02 | 2005.03    |                                                        |
| 029   | 西の善き魔女                                                      | 桃川春日子 （作画）                     | 荻原規子 （原作）                                                                                | 2004.03 | 2007.07    |                                                        |
| 030   | 水辺物語                                                          | 三輪真雪                                | －                                                                                               | 2004.03 | 2006.06    |                                                        |
| 031   | お伽草子                                                          | 瀬都ナルミ                              | －                                                                                               | 2004.08 | 2005.05    |                                                        |
| 032   | ジャンクヤード・マグネティク                                      | 村山渉                                  | －                                                                                               | 2004.08 | 2007.07    |                                                        |
| 033   | DANCE DANCE DANCE!                                                | 森田柚花                                | －                                                                                               | 2004.09 | 休載中     | 再開未定                                               |
| 33.5  | Ｚ                                                                | Ｚ                                      | 2005年                                                                                           | 2005.00 | 2005.00    | Ｚ                                                     |
| 034   | テイルズ オブ シンフォニア                                        | 壱村仁 （作画）                         | ナムコ （原作）                                                                                  | 2005.04 | 2007.03    |                                                        |
| 035   | 堕天使カナン                                                      | 原悠衣                                  | －                                                                                               | 2005.05 | 2005.09    |                                                        |
| 036   | ラルシド!                                                         | ゴツボナオ                              | －                                                                                               | 2005.07 | 2007.02    |                                                        |
| 037   | びんちょうタン                                                    | 江草天仁                                | －                                                                                               | 2005.08 | 2008.11    |                                                        |
| 038   | ニューパラダイス                                                  | 木下さくら                              | －                                                                                               | 2005.09 | 2009.10    | 2005.10 - 2008.12 の間休載                             |
| 039   | TAKERU 〜SUSANOH 魔性の剣より〜                                   | 唐々煙 （作画）                         | 中島かずき （原作）                                                                              | 2005.09 | 2007.03    |                                                        |
| 040   | Ares                                                              | 瀬都ナルミ                              | －                                                                                               | 2005.10 | 2007.02    |                                                        |
| 041   | Ar tonelico -arpeggio-                                            | あやめぐむ （作画）                     | ガスト＋バンプレスト （作画）                                                                    | 2005.11 | 2006.10    |                                                        |
| 042   | 殲鬼戦記ももたま                                                  | 黒乃奈々絵                              | －                                                                                               | 2005.11 | 2009.07    | →『Beat's』                                            |
| 043   | はこぶね白書                                                      | 藤野もやむ                              | －                                                                                               | 2005.12 | 2008.06    |                                                        |
| 044   | Wチェンジ!!                                                       | 松葉博                                  | －                                                                                               | 2005.12 | 2008.09    |                                                        |
| 44.5  | Ｚ                                                                | Ｚ                                      | 2006年                                                                                           | 2006.00 | 2006.00    | Ｚ                                                     |
| 045   | イレブンソウル                                                    | 戸土野正内郎                            | －                                                                                               | 2006.01 | 2013.05    |                                                        |
| 046   | マザーキーパー                                                    | 空廼カイリ                              | －                                                                                               | 2006.02 | 2014.06    |                                                        |
| 047   | 星のウイッチ                                                      | 原悠衣                                  | －                                                                                               | 2006.03 | 2007.06    |                                                        |
| 048   | クラウン                                                          | 中西達郎                                | －                                                                                               | 2006.04 | 2008.07    |                                                        |
| 049   | STIGMATA 〜赤煉の聖者〜                                           | 高冶星                                  | －                                                                                               | 2006.06 | 2007.08    |                                                        |
| 050   | おとぎ銃士赤ずきん                                                | 緋色雪 （漫画）                         | 熊坂省吾 （原案）                                                                                | 2006.07 | 2008.02    |                                                        |
| 051   | Saint October                                                     | きぃら〜☆ （漫画）                      | 熊坂省吾 （原案）                                                                                | 2006.08 | 2007.10    |                                                        |
| 052   | タビと道づれ                                                      | たなかのか                              | －                                                                                               | 2006.09 | 2010.04    |                                                        |
| 053   | 即席戦隊ラブ＆ピース                                              | 椿カヲリ                                | －                                                                                               | 2006.11 | 2007.03    | 短期集中連載                                           |
| 53.5  | Ｚ                                                                | Ｚ                                      | 2007年                                                                                           | 2007.00 | 2007.00    | Ｚ                                                     |
| 054   | MUZZLE-LOADER 〜ウエルベールの物語〜                              | 高見鳴瀬 （漫画）                       | BOYAKASHA （原作）                                                                               | 2007.04 | 2008.01    |                                                        |
| 055   | 学園ディテクティブ!                                               | 緒野匠                                  | －                                                                                               | 2007.05 | 2007.07    |                                                        |
| 056   | 神霊狩 ANOTHER SIDE                                               | 朝日奏多 （漫画）                       | Production I.G/士郎正宗 （原作）                                                                 | 2007.05 | 2008.02    |                                                        |
| 057   | Ar tonelico II                                                    | あやめぐむ （作画）                     | ガスト＋バンプレスト （原作）                                                                    | 2007.06 | 2008.06    |                                                        |
| 058   | 魔法株式会社                                                      | 坂野杏梨                                | －                                                                                               | 2007.06 | 2007.11    |                                                        |
| 059   | 虐殺魔法少女ベリアル☆ストロベリー                                 | 倉藤倖 （漫画）                         | 日日日 （原作）                                                                                  | 2007.08 | 2008.05    |                                                        |
| 060   | フェアリアルガーデン                                              | 桜野みねね                              | －                                                                                               | 2007.09 | 2010.05    |                                                        |
| 061   | 式神×少女                                                         | くぼた浩                                | －                                                                                               | 2007.10 | 2008.05    | ←『MASAMUNE』                                          |
| 062   | DRAGON SISTER! -三國志 百花繚乱-                                  | nini                                    | －                                                                                               | 2007.10 | 2008.09    | ←『MASAMUNE』                                          |
| 063   | 猫ラーメン                                                        | そにしけんじ                            | －                                                                                               | 2007.10 | 2012.05    | ←『MASAMUNE』                                          |
| 064   | ワルキューレの栄光                                                | 冨士宏                                  | －                                                                                               | 2007.10 | 2008.12    | ←『MASAMUNE』 隔月連載                                 |
| 065   | 白雪ぱにみくす!                                                   | 桐原いづみ                              | －                                                                                               | 2007.11 | 2011.01    | ←『MASAMUNE』                                          |
| 066   | ぷちはうんど                                                      | ねこねこ                                | －                                                                                               | 2007.11 | 連載中     | ←『MASAMUNE』 隔月連載                                 |
| 067   | ゾディアックゲーム                                                | 真じろう                                | －                                                                                               | 2007.12 | 2009.09    |                                                        |
| 67.5  | Ｚ                                                                | Ｚ                                      | 2008年                                                                                           | 2008.00 | 2008.00    | Ｚ                                                     |
| 068   | 特務機甲隊クチクラ                                                | 日向陽市郎 （作画）                     | Production I.G/櫻井圭記 （原作・原案・脚本）                                                     | 2008.01 | 2009.08    |                                                        |
| 069   | 戦国妖狐                                                          | 水上悟志                                | －                                                                                               | 2008.02 | 2016.05.20 |                                                        |
| 070   | ぽんてら                                                          | サンカクヘッド                          | －                                                                                               | 2008.03 | 2010.08    |                                                        |
| 071   | LOST SEVEN                                                        | 高冶星 （作画）                         | 中島かずき （原作）                                                                              | 2008.04 | 2010.02    |                                                        |
| 072   | パカ☆RUN                                                          | 中林崇昌 （漫画）                       | 黒乃奈々絵 （原案）                                                                              | 2008.05 | 2009.10    |                                                        |
| 073   | 邪眼探偵ネクロさんの事件簿                                        | 木下さくら （作画）                     | 日日日 （原作）                                                                                  | 2008.08 | 2008.11    |                                                        |
| 074   | 亡き少女の為のパヴァーヌ                                          | こげどんぼ*                             | －                                                                                               | 2008.09 | 2011.03    | 第一部完 第二部の開始時期未定                          |
| 075   | そふてにっ                                                        | あづち涼                                | －                                                                                               | 2008.10 | 2013.01    |                                                        |
| 076   | エスプリト                                                        | 筒井大志                                | －                                                                                               | 2008.11 | 2011.04    |                                                        |
| 077   | スカイ・クロラ イノセン・テイセス                                 | 上池優歩 （作画）                       | 森博嗣 （原作） あやめぐむ （構成協力）                                                          | 2008.11 | 2009.12    |                                                        |
| 078   | バガタウェイ                                                      | 古日向いろは                            | －                                                                                               | 2008.11 | 2015.06.25 |                                                        |
| 079   | ばっちょんガールズ                                                | 町田とし子                              | －                                                                                               | 2008.12 | 2009.12    |                                                        |
| 080   | パラドクス・ブルー                                                | nini （作画）                           | 中西達郎 （原作）                                                                                | 2008.12 | 2011.01    |                                                        |
| 80.5  | Ｚ                                                                | Ｚ                                      | 2009年                                                                                           | 2009.00 | 2009.00    | Ｚ                                                     |
| 081   | あまんちゅ!                                                       | 天野こずえ                              | －                                                                                               | 2009.01 | 2021.05.10 |                                                        |
| 082   | レイン                                                            | 住川惠 （作画）                         | 吉野匠 （原作）                                                                                  | 2009.01 | 連載中     | →『コミックガーデン』 と同時連載                       |
| 083   | ひらめきはつめちゃん                                              | 大沖                                    | －                                                                                               | 2009.02 | 2015.11.16 |                                                        |
| 084   | Princess Lucia                                                    | 瀬尾公治                                | －                                                                                               | 2009.03 | 2015.10.30 | 隔月連載 →『コミックガーデン』 と同時連載              |
| 085   | うみものがたり 〜あなたがいてくれたコト〜                         | 葛城彰                                  | －                                                                                               | 2009.03 | 2010.03    |                                                        |
| 086   | -ヒトガタナ-                                                      | オニグンソウ                            | －                                                                                               | 2009.06 | 2020.01.30 |                                                        |
| 087   | 京洛れぎおん                                                      | 浅野りん                                | －                                                                                               | 2009.09 | 2013.10    | ←『BROWNIE』 隔月連載                                  |
| 088   | 天叢雲                                                            | 風庭ルスイ （作画）                     | 軍曹ペン銀 （原作）                                                                              | 2009.10 | 2009.12    | 短期集中連載                                           |
| 88.5  | Ｚ                                                                | Ｚ                                      | 2010年                                                                                           | 2010.00 | 2010.00    | Ｚ                                                     |
| 089   | 魔法少女プリティ☆ベル                                             | KAKERU                                  | －                                                                                               | 2010.01 | 2019.01.20 |                                                        |
| 090   | ロロナのアトリエ わたしのたからもの                               | 草野ほうき                              | －                                                                                               | 2010.01 | 2010.07    |                                                        |
| 091   | STEINS;GATE 亡環のリベリオン                                      | 水田ケンジ （作画）                     | 5pb. × ニトロプラス （原作） 林直孝 （シナリオ原案）                                             | 2010.02 | 2011.09    |                                                        |
| 092   | るいるい                                                          | 真楠                                    | －                                                                                               | 2010.02 | 2011.03    |                                                        |
| 093   | 魔法のシルバーブレット                                            | 松岡倫寛 黒紅碧時                       | －                                                                                               | 2010.03 | 2010.07    |                                                        |
| 094   | わんぱぐ!                                                         | 櫁屋涼                                  | －                                                                                               | 2010.04 | 2011.10    |                                                        |
| 095   | バナナのナナ                                                      | 鬼八頭かかし                            | －                                                                                               | 2010.05 | 2011.07    |                                                        |
| 096   | とらねこフォークロア                                              | 東まゆみ                                | －                                                                                               | 2010.06 | 2013.03    |                                                        |
| 097   | グローリーロード                                                  | 柊奏良 （作画）                         | 中西達郎 （原作）                                                                                | 2010.07 | 2011.04    |                                                        |
| 098   | 椿色バラッド                                                      | 皇ハマオ                                | －                                                                                               | 2010.08 | 2012.02    |                                                        |
| 099   | 装甲悪鬼村正 魔界編                                               | 銃爺 （作画）                           | ニトロプラス （原作） 後藤みどり （シナリオ原案）                                                | 2010.09 | 2014.02    |                                                        |
| 100   | THE INNOCENT                                                      | 高冶星 （作画）                         | AVI ARAD×藤咲淳一 （原作×脚本）                                                                  | 2010.10 | 2011.03    |                                                        |
| 100.5 | Ｚ                                                                | Ｚ                                      | 2011年                                                                                           | 2011.00 | 2011.00    | Ｚ                                                     |
| 101   | すみっこの空さん                                                  | たなかのか                              | －                                                                                               | 2011.01 | 2015.07.06 |                                                        |
| 102   | 星の大サーカス                                                    | 桜野みねね                              | －                                                                                               | 2011.02 | 休載中     | 再開未定                                               |
| 103   | 素足のメテオライト                                                | 小西幹久                                | －                                                                                               | 2011.03 | 2012.11    |                                                        |
| 104   | 瑠璃垣夜子の遺言                                                  | 宮下未紀                                | －                                                                                               | 2011.03 | 2014.10    | 隔月連載                                               |
| 105   | CRY EYE                                                           | 空野晶                                  | －                                                                                               | 2011.04 | 2012.03    |                                                        |
| 106   | ツブラな惑星                                                      | カネコナオヤ                            | －                                                                                               | 2011.05 | 2012.02    |                                                        |
| 107   | 宇宙炉心ムーモ                                                    | むねきち                                | －                                                                                               | 2011.06 | 2012.06    | → WEB連載                                              |
| 108   | E                                                                 | 大代しんり 桐丘さな                     | －                                                                                               | 2011.06 | 2012.02    |                                                        |
| 109   | フカシギフィリア                                                  | 筒井大志                                | －                                                                                               | 2011.07 | 2012.10    |                                                        |
| 110   | ほしのうえでめぐる                                                | 倉橋ユウス                              | －                                                                                               | 2011.08 | 2012.06    |                                                        |
| 111   | 南鎌倉高校女子自転車部                                            | 松本規之                                | －                                                                                               | 2011.08 | 2018.10.20 |                                                        |
| 112   | 今日、カレー!                                                     | 縞野やえ                                | －                                                                                               | 2011.10 | 2012.03    |                                                        |
| 113   | コープスパーティー Another Child                                  | 緒方俊輔 （作画）                       | 祁答院慎(チームグリグリ) （原作・監修）                                                          | 2011.10 | 2013.02    |                                                        |
| 114   | STEINS;GATE 比翼恋理のスイーツはにー                              | 筒井大志 （作画）                       | 5pb. × ニトロプラス （原作）                                                                     | 2011.10 | 2012.03    |                                                        |
| 115   | バベルハイムの商人                                                | 古海鐘一                                | －                                                                                               | 2011.11 | 2015.03.05 |                                                        |
| 116   | Mortal METAL 屍鋼                                                 | 貞松龍壱 （作画）                       | 佐藤順一 （原案） 河森正治 （メカニックデザイン） サテライト （制作協力）                        | 2011.11 | 2013.04    |                                                        |
| 117   | 新藤☆劇場 GET WILD                                                | 新藤大介                                | －                                                                                               | 2011.12 | 2012.11    |                                                        |
| 118   | Drc2                                                              | 楓月誠 （作画）                         | 伊藤仁 （原作）                                                                                  | 2011.12 | 2012.06    | → WEB連載                                              |
| 118.5 | Ｚ                                                                | Ｚ                                      | 2012年                                                                                           | 2012.00 | 2012.00    | Ｚ                                                     |
| 119   | CLOCKWORK                                                         | 吉岡榊 （漫画）                         | 富沢義彦 （原作）                                                                                | 2012.01 | 2012.09    |                                                        |
| 120   | 別にいやらしい意味じゃなくて 一緒に住んでも構わないよマーガレット | 二階堂ヒカル                            | －                                                                                               | 2012.01 | 2012.06    | → WEB連載                                              |
| 121   | 浦和HolyOrder                                                     | 山本和生                                | －                                                                                               | 2012.02 | 2013.09    |                                                        |
| 122   | アニメの時間                                                      | 青井とと                                | －                                                                                               | 2012.02 | 2013.03    |                                                        |
| 123   | 13GAME                                                            | 石川マサキ                              | －                                                                                               | 2012.04 | 2013.10    |                                                        |
| 124   | ROBOTICS;NOTES                                                    | 浅川圭司 （漫画）                       | 5pb. （原作）                                                                                    | 2012.04 | 2014.09    |                                                        |
| 125   | ソニコミ                                                          | 仏さんじょ （漫画）                     | ニトロプラス （原作）                                                                            | 2012.05 | 2014.08    |                                                        |
| 126   | STEINS;GATE もっと比翼恋理のスイーツはにー                        | 筒井大志 （漫画）                       | 5pb. × ニトロプラス （原作）                                                                     | 2012.06 | 2012.12    |                                                        |
| 127   | 猫探偵                                                            | そにしけんじ                            | －                                                                                               | 2012.07 | 2014.04    |                                                        |
| 128   | B.B.GIRLS                                                         | くみちょう                              | －                                                                                               | 2012.08 | 2013.06    |                                                        |
| 129   | MARTYRIA                                                          | 弓咲ミサキックス                        | －                                                                                               | 2012.09 | 2013.09    |                                                        |
| 130   | レイン外伝-ヴァンパイア・マスター-                                | 住川惠 （作画）                         | 吉野匠 （原作）                                                                                  | 2012.09 | 2013.02    |                                                        |
| 131   | 業界偉人伝 ジンカン〜人の間は おもしろく生きる〜木谷高明物語      | 大月康成 （作画）                       | あかほりさとる （脚本）                                                                          | 2012.11 | 2014.01    |                                                        |
| 132   | とべっ!! LUCK★ROCK★GIRL                                           | 丹羽庭                                  | －                                                                                               | 2012.11 | 2013.11    |                                                        |
| 133   | うちの居候が世界を掌握している!                                   | い〜どぅ〜 （作画）                     | 七条剛 （原作）                                                                                  | 2012.12 | 2013.09    |                                                        |
| 134   | スーパーダンガンロンパ2 七海千秋のさよなら絶望大冒険              | 鈴羅木かりん （作画）                   | スパイク・チュンソフト （原作）                                                                  | 2012.12 | 2014.06    |                                                        |
| 134.5 | Ｚ                                                                | Ｚ                                      | 2013年                                                                                           | 2013.00 | 2013.00    | Ｚ                                                     |
| 135   | キミと死体とボクの解答                                            | ヨゲンメ                                | －                                                                                               | 2013.01 | 2014.06    |                                                        |
| 136   | STEINS;GATE 比翼恋理のスイーツはにーふぁいなる                    | 筒井大志 （漫画）                       | 5pb. × ニトロプラス （原作）                                                                     | 2013.01 | 2013.06    |                                                        |
| 137   | リピートアフターミー                                              | ヤマモトマナブ                          | －                                                                                               | 2013.03 | 2013.12    |                                                        |
| 138   | Berry's                                                           | 櫻井マコト （漫画）                     | Sphere （原作）                                                                                  | 2013.06 | 2014.06    |                                                        |
| 139   | 宇宙戦艦ヤマト2199 緋眼のエース                                   | 東まゆみ （漫画） 中西達郎 （メカ作画） | 西崎義展 （原作） 結城信輝 （キャラクターデザイン） 西崎彰司 （監修） V.E.inc /2199製委 （協力） | 2013.09 | 2014.06    |                                                        |
| 139.5 | Ｚ                                                                | Ｚ                                      | 2014年                                                                                           | 2014.00 | 2014.00    | Ｚ                                                     |
| 140   | 魔法使いの嫁                                                      | ヤマザキコレ                            | －                                                                                               | 2014.01 | 2023.4.5   | →『コミックガーデン』 と同時連載 →『コミックグロウル』 |
| 141   | グリザイアの果実 〜L'Oiseau bleu〜                                | 姫乃タカ （漫画）                       | フロントウイング （原作） 藤咲淳一 （脚本）                                                      | 2014.05 | 2015.9.30  | →『コミックガーデン』 と同時連載                       |
| 142   | 下ネタという概念が存在しない退屈な世界 マン●篇                    | 柚木N' （漫画）                         | 赤城大空 （原作） 霜月えいと （キャラクター原案）                                                | 2014.05 | 2016.02.29 | →『コミックガーデン』 と同時連載                       |
| 143   | M3〜ソノ黒キ鋼〜                                                  | 港川一臣 （漫画）                       | サテライト （監修）                                                                              | 2014.06 | 2015.06.30 | →『コミックガーデン』 と同時連載                       |
| 144   | リィンカーネーションの花弁                                        | 小西幹久                                | －                                                                                               | 2014.07 | 連載中     | →『コミックガーデン』 と同時連載                       |
| 145   | 明治瓦斯燈妖夢抄 あかねや八雲                                     | 森野きこり                              | －                                                                                               | 2014.07 | 2016.07.05 |                                                        |
| 146   | PSYCHO-PASS サイコパス 監視官 狡噛慎也                            | 斎夏生（作画）                          | 後藤みどり （脚本） サイコパス製作委員会 （原作） 虚淵玄 （ストーリー原案）                      | 2014.08 | 2017.11.25 | →『コミックガーデン』 と同時連載                       |
| 147   | めぐらば                                                          | kirusu                                  | －                                                                                               | 2014.08 | 2015.08.25 |                                                        |
| 139.5 | Ｚ                                                                | Ｚ                                      | 紙媒体での刊行を終了 以降オンライン化                                                            | 2014.00 | 2014.00    | Ｚ                                                     |

### WEB連載
現在はすべてWEB連載のため、ここでは紙媒体発刊当時からWEBのみで掲載をしていた作品
及びオンライン化以降に最初からWEBで連載していた作品を記載する。
- Drc2（原作：伊藤仁、作画：楓月誠）（2012年6月号まで通常連載） - 2012年11月
- キメらるクラブ（宿屋続）2012年6月 - 2013年4月（第1部）
- 宇宙炉心ムーモ（むねきち）（2012年6月号まで通常連載） - 2013年8月
- ネガティブロック（おとと） - 2013年1月
- 別にいやらしい意味じゃなくて一緒に住んでも構わないよマーガレット（二階堂ヒカル）（2012年6月号まで通常連載）
- カーマトリック（中西達郎）2012年6月 - 12月
- ソールトリガー（原作：イメージエポック、漫画：吉岡榊）2012年6月 - 2013年3月
- 猫探偵〜解決編〜（そにしけんじ）2012年6月 - 2014年3月
- スーパーダンガンロンパ2 だんがんアイランド ココロ常夏、ここロンパ♪（原作：スパイク・チュンソフト、漫画：要龍）2012年11月 - 2013年4月
- D.C.III 風見学園公式新聞部 お蔵入り事件簿（原作：CIRCUS、脚本・構成：伊藤仁、作画：宮野しずま）2012年11月 - 2013年8月
- 優等生以上、フリョー未満な俺ら。（原作：初美陽一、漫画：滝口将人、キャラクター原案：さくらねこ）2012年11月 - 2013年6月
- RAIL WARS! -日本國有鉄道公安隊-（原作：豊田巧、漫画：浅川圭司、キャラクター原案：バーニア600）2012年11月 - 2015年2月
- 燃焼系魔法少女やまとなめてお（まいたけ）2012年12月 - 2013年5月
- ちちこぐさ（田川ミ）2013年1月 - 2018年4月
- カルナバル・グレア（港川一臣）2013年2月 - 10月
- 夏色あさがおレジデンス（原作：空中カリカチュア、漫画：甘野めぐみ）2013年2月 - 10月
- ろ～りんぐ☆が～るず インスピレーション×旅人（脚本：宮城陽亮、作画：羊箱）2014年10月 - 2015年2月
- 学園さいこぱす（原作：サイコパス製作委員会、漫画：ソガシイナ）2014年10月 - 2017年2月
- 創生のガオケレナ（川津典昭）2015年9月 - 12月

## 月刊コミックガーデン
『月刊コミックガーデン』は、『月刊コミックブレイド』から雑誌コードを継承して、2014年9月5日に創刊。発売日は毎月5日。オンライン雑誌となった『コミックブレイド』の作品を軸に、同じようにオンライン雑誌化した『コミックアヴァルス』、そしてWEBマンガ誌『EDEN』『Beat‘s』の作品の一部の作品が先行公開される。前述のオンライン媒体が統合されて『MAGCOMI』に移行してからも、関係性はほぼ変わりなかったが、2020年に『MAGCOMI』が有料新サービス「プレミアム」を開始したことから、利用者は雑誌の発売日と同日に『月刊コミックガーデン』最新号などの掲載エピソードを『MAGCOMI』でも閲覧可能になっている。

### 連載作品
月刊コミックアヴァルスから移籍
- 終点unknown（杉浦志保）2014年10月号 - 2016年2月号（本編）、2016年5月号 - 10月号（番外編）

Beat'sから移籍
- 曇天に笑う 外伝（唐々煙）2014年10月号 - 2017年3月号
- 煉獄に笑う（唐々煙）2014年10月号 - 2022年5月号
- PEACE MAKER 鐵（黒乃奈々絵）2014年10月号 - 長期休載中
- 椎名くんの鳥獣百科（十月士也）2014年10月号 - 2017年9月号
- もののべ古書店怪奇譚（紺吉）2015年12月号  - 長期休載中

月刊コミックブレイドより継続
- M3〜ソノ黒キ鋼〜（漫画：港川一臣、監修：サテライト）2014年10月号 - 2015年7月号
- -ヒトガタナ-（オニグンソウ）2014年10月号 - 不明
- 下ネタという概念が存在しない退屈な世界 マン●篇（漫画：柚木N'、原作：赤城大空キャラクター原案：霜月えいと）2014年10月号 - 2016年3月号
- 魔法使いの嫁（ヤマザキコレ）2014年10月号 - 2023年3月号
- PSYCHO-PASS サイコパス 監視官 狡噛慎也（漫画：斎夏生、脚本：後藤みどり、原作：サイコパス製作委員会、ストーリー原案：虚淵玄）2014年10月号 -  2017年12月号
- スケッチブック（小箱とたん）2014年10月号 - 2019年7月号
- グリザイアの果実 〜L'Oiseau bleu〜（漫画：姫乃タカ、原作：フロントウイング、脚本：藤咲淳一）2014年10月号 - 2015年10月号
- レイン（漫画：住川惠、原作：吉野匠）2014年10月号 - 連載中
- クロアキメラ（空廼カイリ）2014年10月号 - 2016年10月号
- Princess Lucia（瀬尾公治）2014年11月号 - 2015年11月号 ※隔月連載
- リィンカーネーションの花弁（小西幹久）2017年9月号 - 連載中

コミックブレイドのWebコミックから移籍
- ちちこぐさ（田川ミ）2014年10月号 - 2018年4月号

月刊コミックガーデンから開始
- ローリング☆ガールズ（漫画：梵辛、脚本：宮城陽亮）2014年11月号 - 2015年7月号
- PSYCHO-PASS サイコパス 2（漫画：橋野サル、原作：サイコパス製作委員会）2014年12月号 - 2017年3月号
- どらくま（戸土野正内郎）2014年12月号 - 2017年4月号
- アマデウスコード（東まゆみ×中西達郎、メカニカルデザイン：小箱とたん）2015年2月号 - 長期休載中
- とつくにの少女（ながべ）2015年10月号 - 2021年4月号
- 魔女の森（狐面イエリ）2015年10月号 - 不明
- まもって守護月天! 解封の章（桜野みねね）2016年2月号 - 連載中
- ジョーカー・ゲーム（漫画：仁藤すばる、原作：柳広司）2016年3月号 - 2018年2月号
- つるぎのない（大宮宮美）2016年4月号 - 2017年3月号
- 甲鉄城のカバネリ（漫画：吉田史朗、原作甲鉄城のカバネリ製作委員会）2016年6月号 - 2018年12月号
- 早雲の軍配者（漫画：ちさかあや、原作：富樫倫太郎）2016年9月号 - 2017年8月号
- ムスコンっ!（鳴海アミヤ）2016年9月号 - 2018年2月号
- 四ツ谷十三式新世界遭難実験（有馬慎太郎）2016年10月号 - 2017年2月号
- わたしと先生の幻獣診療録（火事屋）2016年10月号 - 2020年4月号
- ドラゴン、家を買う。（漫画：絢薔子、原作：多貫カヲ）2017年1月号 - 2023年1月号（本編）、2023年2月号 - 2023年6月号（外伝）
- 新装開店!猫ラーメン（そにしけんじ）2017年3月号 - 2019年10月号
- スペースノンフィクション（沼原望）2017年8月号 - 2018年4月号
- 鉄刻の清掃員さん（土屋計）2017年10月号 - 2018年11月号
- 怪しことがたり（白鳥うしお）2018年2月号 - 2019年10月号→『MAGCOMI』に移籍
- 配信勇者（漫画：育朗、原作：大崎崇人）2018年3月号 - 2019年3月号
- 迷宮ブラックカンパニー（安村洋平）2018年5月号 - 連載中
- あかよろし ～闇花札遊鬼譚～（漫画：ヤドクガエル、監修・原作：山口夢）2018年7月号 - 2019年3月号→『MAGCOMI』に移籍
- 鬼哭の童女 異聞大江山鬼退治（麻貴早人）2018年8月号 - 2019年6月号
- 殺人姫と不死の魔術師（磐秋ハル）2018年10月号 - 2019年9月号→『MAGCOMI』に移籍
- 琥珀の夢で酔いましょう（漫画：依田温、原作：村野真朱）2018年11月号 - 連載中
- 映写室のわかばさん（漫画：青山克己、原案：神田川あゆ）2018年11月号 - 2019年9月号→『MAGCOMI』に移籍
- 泡沫に笑う（唐々煙）2018年12月号 - 2019年6月号
- 日々是れ尊いネコマタ荘（楢山とおる）2019年1月号 - 2020年1月号
- 林檎と薔薇と吸血鬼（仮）（新谷シンヤ）2019年2月号 - 2019年11月号→『MAGCOMI』に移籍
- 路地迷宮のロージー（十月士也）2019年4月号 - 2021年3月号
- PSYCHO-PASS サイコパス Sinners of the System Case.2 First Guardian（漫画：斎夏生、原作：サイコパス製作委員会）2019年4月号 - 9月号
- はめつのおうこく（yoruhashi）2019年5月号 - 連載中
- ネオ・エヌマ・エリシュ（マミー）2019年6月号 - 2020年2月号→『MAGCOMI』に移籍
- 魔女のマリーは魔女じゃない（小林安曇）2019年7月号 - 2022年4月号
- 警視庁 特務部 特殊凶悪犯対策室 第七課 -トクナナ-（漫画：なまざかな、原作：TVアニメ「トクナナ」）2019年10月号 - 2021年2月号
- ヘルゲート幹部会議（長谷川恭大）2019年10月号 - 2020年5月号（第一部完）
- PSYCHO-PASS サイコパス Sinners of the System Case.3 恩讐の彼方に＿＿（漫画：斎夏生、原作：サイコパス製作委員会）2019年10月号 - 2020年4月号
- モルフェウス・ロード（よかぜ）2019年12月号 - 長期休載
- MARS RED（漫画：唐々煙、原作：藤沢文翁）2019年12月号 - 2021年8月号
- 歌舞伎町シャーロック（漫画：水越きぬ、原作：歌舞伎町シャーロック製作委員会）2020年2月号 - 1話のみ掲載。後に打ち切り告知された。
- ソフィアの円環（山田怜）2020年5月号 - 2021年10月号
- きつねとたぬきといいなずけ（トキワセイイチ）2020年7月号 - 2023年4月号
- 凸凹のワルツ（森野きこり）2020年8月号 - 2022年12月号
- ニャイト・オブ・ザ・リビングキャット（漫画：メカルーツ、原作：ホークマン）2020年11月号 - 連載中
- 河畔の街のセリーヌ（日之下あかめ）2022年2月号 - 2023年6月号
- 特級探索師への覚醒（漫画：飛高達哉、原作：笠鳴小雨）2022年3月号 - 2023年11月号
- うらうらひかる 津々に満つ（高村秀路）2023年1月号 - 2024年1月号
- 死神皇女の結婚（多貫カヲ）2023年10月号 - 連載中
- 追放されたギルド職員は、世界最強の召喚士@COMIC（作画：あづち涼、原作：月島秀一）2024年3月号 - 連載中
- 砂の海のイフリート（飛高達哉）2024年4月号 - 2024年12月号
- クラメルカガリ（漫画：彩naTsu、原作・監修：塚原重義、シナリオ原案・監修：成田良悟）2024年5月号 - 連載中
- 悪虎の子（犲木坂）2024年8月号 - 連載中
- 異世界たぬき（小林安曇）2025年5月号 - 連載中
- 死噛（漫画：恵那、原作/協力：エクスペリエンス）2025年7月号 - 連載中

MAGCOMIから移籍
- 転生貴族の異世界冒険録〜自重を知らない神々の使徒〜（漫画：nini、原作：夜州、キャラクター原案：藻）2020年7月号 - 連載中
- 魔導具師ダリヤはうつむかない〜Dahliya Wilts No More〜（漫画：住川惠、原作：甘岸久弥、キャラクター原案：景）2020年7月号 - 連載中
- 元、落ちこぼれ公爵令嬢です。THE COMIC（漫画：白鳥うしお、原作：一分咲）2021年10月号 - 連載中
- 骨ドラゴンのマナ娘（雪白いち）2022年2月号 - 連載中
- 王太子に婚約破棄されたので、もうバカのふりはやめようと思います（漫画：南乃映月、原作：狭山ひびき、キャラクター原案：硝音あや）2023年4月号 - 連載中

リバイバル連載
- 南鎌倉高校女子自転車部（松本規之）2016年12月号 - 2017年4月号
- 王太子に婚約破棄されたので、もうバカのふりはやめようと思います（漫画：南乃映月、原作：狭山ひびき、キャラクター原案：硝音あや）2022年11月号 - 2023年3月号→本格移籍

## 映像化作品
出版元のメディアミックス戦略に則り、以下の作品がアニメ・実写化作品されている。詳細は各作品の項目を参照。

### アニメ化
| 作品                                 | 放送期間                        | アニメーション制作                                                                            | 備考                                                                                        |
| ------------------------------------ | ------------------------------- | --------------------------------------------------------------------------------------------- | ------------------------------------------------------------------------------------------- |
| 魔探偵ロキ RAGNAROK                  | 2003年4月 - 9月                 | スタジオディーン                                                                              |                                                                                             |
| PEACE MAKER 鐵                       | 2003年10月 - 2004年3月          | GONZO DIGIMATION                                                                              |                                                                                             |
| ジンキ・エクステンド                 | 2005年1月 - 3月                 | feel                                                                                          |                                                                                             |
| EREMENTAR GERAD                      | 2005年4月 - 9月                 | XEBEC                                                                                         |                                                                                             |
| ARIA                                 | 2005年10月 - 12月（第1期）      | ハルフィルムメーカー                                                                          | 2007年にOVA、2015年・2021年に劇場アニメ化あり                                               |
| ARIA                                 | 2006年4月 - 9月（第2期）        | ハルフィルムメーカー                                                                          | 2007年にOVA、2015年・2021年に劇場アニメ化あり                                               |
| ARIA                                 | 2008年1月 - 3月（第3期）        | ハルフィルムメーカー                                                                          | 2007年にOVA、2015年・2021年に劇場アニメ化あり                                               |
| 猫ラーメン                           | 2006年12月 - 2007年3月          | 春日森春木（#1,#12） 小原藍（#2,#9） 森井ケンシロウ（#3,#10） カギ（#4） 池ヶ谷愛、山崎頼子他 |                                                                                             |
| スケッチブック                       | 2007年10月 - 12月               | ハルフィルムメーカー                                                                          |                                                                                             |
| そふてにっ                           | 2011年4月 - 6月                 | XEBEC                                                                                         |                                                                                             |
| あまんちゅ!                          | 2016年7月 - 9月（第1期）        | J.C.STAFF                                                                                     | MAGCOMI（コミックブレイドレーベル）で連載                                                   |
| あまんちゅ!                          | 2018年4月 - 6月（第2期）        | J.C.STAFF                                                                                     | MAGCOMI（コミックブレイドレーベル）で連載                                                   |
| 南鎌倉高校女子自転車部               | 2017年1月 - 3月、4月            | J.C.STAFF、A.C.G.T                                                                            | MAGCOMI（コミックブレイドレーベル）で連載                                                   |
| 魔法使いの嫁                         | 2017年10月 - 2018年3月（第1期） | WIT STUDIO                                                                                    | 月刊コミックガーデンとMAGCOMI（コミックブレイドレーベル）で連載 2016年から2017年にOVA化あり |
| 魔法使いの嫁                         | 2023年4月 - 12月（第2期）       | スタジオカフカ                                                                                | 月刊コミックガーデンとMAGCOMI（コミックブレイドレーベル）で連載 2016年から2017年にOVA化あり |
| ドラゴン、家を買う。                 | 2021年4月 - 6月                 | SIGNAL.MD                                                                                     | 月刊コミックガーデンとMAGCOMI（コミックブレイドレーベル）で連載                             |
| 迷宮ブラックカンパニー               | 2021年7月 - 9月                 | SILVER LINK.                                                                                  | 月刊コミックガーデンとMAGCOMI（コミックブレイドレーベル）で連載                             |
| はめつのおうこく                     | 2023年10月 - 12月               | 横浜アニメーションラボ                                                                        | 月刊コミックガーデンとMAGCOMI（コミックブレイドレーベル）で連載                             |
| 戦国妖狐                             | 2024年1月 - 4月（第1期）        | WHITE FOX                                                                                     | MAGCOMI（コミックブレイドレーベル）で連載                                                   |
| 戦国妖狐                             | 2024年7月 - 12月（第2期）       | WHITE FOX                                                                                     | MAGCOMI（コミックブレイドレーベル）で連載                                                   |
| ニャイト・オブ・ザ・リビングキャット | 2025年7月 -                     | OLM                                                                                           | 月刊コミックガーデンとMAGCOMIで連載                                                         |
| リィンカーネーションの花弁           | 2026年 -                        | BENTEN Film                                                                                   | 月刊コミックガーデンとMAGCOMIで連載                                                         |

- 『tactics』のテレビアニメ化は他誌に移籍後である。
- 『西の善き魔女』のテレビアニメ化は漫画版も元になったが原作表記は小説である。

| 作品            | 公開年月            | アニメーション制作 | 備考                                                            |
| --------------- | ------------------- | ------------------ | --------------------------------------------------------------- |
| 曇天に笑う 外伝 | 2017年12月（第1部） | WIT STUDIO         | 月刊コミックガーデンとMAGCOMI（コミックブレイドレーベル）で連載 |
| 曇天に笑う 外伝 | 2018年6月（第2部）  | WIT STUDIO         | 月刊コミックガーデンとMAGCOMI（コミックブレイドレーベル）で連載 |
| 曇天に笑う 外伝 | 2018年9月（第3部）  | WIT STUDIO         | 月刊コミックガーデンとMAGCOMI（コミックブレイドレーベル）で連載 |

| 作品           | 発売年月          | アニメーション制作 | 備考                                                                                             |
| -------------- | ----------------- | ------------------ | ------------------------------------------------------------------------------------------------ |
| とつくにの少女 | 2019年9月（短編） | WIT STUDIO         | 月刊コミックガーデンとMAGCOMI（コミックブレイドレーベル）で連載 コミックスの限定版・特装版に付属 |
| とつくにの少女 | 2022年3月（長編） | WIT STUDIO         | 月刊コミックガーデンとMAGCOMI（コミックブレイドレーベル）で連載 コミックスの限定版・特装版に付属 |

### 実写映画化
| 作品          | 公開年月   | 監督     | 備考                         |
| ------------- | ---------- | -------- | ---------------------------- |
| 僕と彼女の××× | 2005年10月 | 浜本正機 |                              |
| 猫ラーメン    | 2008年11月 | 河崎実   | タイトルは「猫ラーメン大将」 |

## 企画

### コミックブレイドドラマCDシリーズ
コミックブレイドドラマCDシリーズ (COMIC BLADE DRAMA CD SERIES) は掲載作品のドラマCD化作品。発売元はフロンティアワークス。
- まもって守護月天!再逢〈Retrouvailles〉全3巻
- 魔探偵ロキRAGNAROK（全4巻）
- EREMENTAR GERAD（全3巻）
- tactics（全2巻）
- ARIA（全2巻）&AQUA（全1巻）
- 天外レトロジカル（全1巻）
- 陽炎ノスタルジア〜新章〜（全1巻）
- ゲーマーズヘブン!（全1巻）

### マッグガーデンマスターピースコレクション
マッグガーデンマスターピースコレクション (MAG GARDEN MASTERPIECE COLLECTION) は、かつて他社から刊行されたコミックスの新装版。会社設立の経緯により、旧エニックスで刊行された作品が中心だが、それ以外のものも少しある。
- 浅野りん
  - CHŌKO・ビースト!!（全4巻）
- 天野こずえ
  - AQUA（全2巻）
  - 天野こずえ短編集1 夢空界
  - 天野こずえ短編集2 空の謳
  - 浪漫倶楽部（全6巻）
- 木下さくら
  - 魔探偵ロキ（全7巻）
- 桜野みねね
  - まもって守護月天!（全10巻）
  - ヒーリング・プラネット（全1巻）
  - 常習盗賊改め方 ひなぎく見参!（全3巻）
- 綱島志朗
  - LIFE:ERRORS（全2巻）
  - ジンキ〜人機〜（全4巻）
- 戸土野正内郎
  - 悪魔狩り〜Daemon Hunters〜（全1巻）
- 松葉博
  - 天馬の風（全2巻）
  - 大正格闘浪漫 疾風の天（全2巻）
  - 心に星の輝きを（全2巻）
- 黒乃奈々絵
  - 新撰組異聞PEACE MAKER（全5巻）
- 冨士宏
  - 城物語（全1巻）

他多数

### デジタルコミックブレイド
デジタルコミックブレイド (DIGITAL COMIC BLADE) は、掲載作の映像化作品を収録したDVD。『コミックブレイドMASAMUNE』との合同企画。2005年3月に一般発売開始。
- アニメーション・クリップ
  - その向こうの向こう側（BGM:「Soul Mate」honey Bee）
  - R2【rise R to the second power】（BGM:「Jewel Fish」GARNET CROW」）
  - EREMENTAR GERAD-蒼空の戦旗-（BGM:「背中」Marie）
- デジタル・モーション・クリップ
  - ARIA（BGM:「stereo」CooRie）
  - 陽炎ノスタルジア〜新章〜（BGM:「Float World」GARNET CROW）
  - 新装 里見☆八犬伝（BGM:「にゃんきゅ〜♪」野川さくら）
- オリジナル・アイキャッチ
  - 賢者の長き不在〜THE FIRSTKING ADVENTURE〜
  - もっと☆心に星の輝きを
  - 私立聖カトレア小学校
  - スケッチブック
  - パンゲア・エゼル
  - DRAGON SISTER! -三國志 百花繚乱-
- 映像特典
  - tactics（TVアニメ・番組宣伝映像・スペシャル取材映像）
  - ジンキ・エクステンド（TVアニメ・テスト映像・スペシャル取材映像）
  - EREMENTAR GERAD（TVアニメ・設定映像）
  - お伽草子（TVアニメ・番組宣伝映像）
  - ブレイド&MASAMUNEプロモ・エンディングムービー
  - TVアニメ商品情報

## 増刊号
- コミックブレイドMASAMUNE（2002年12月創刊、2007年6月刊行終了）
- コミックブレイドGUNZ（2003年11月創刊、2004年6月コミックブレイドMASAMUNEに統合）
- コミックブレイドZEBEL（2004年11月創刊、2007年5月刊行終了）女性向けにシフトしたが、一応少年誌扱い。
- 月刊コミックブレイドアヴァルス（2007年9月創刊、2014年7月刊行終了、以降はWebコミックサイト内レーベル化（MAGCOMIを参照））MASAMUNE、ZEBELを統合し、月刊誌化。
- コミックブレイドBROWNIE（2008年12月10日創刊、創刊号以降発売未定）